# Litening

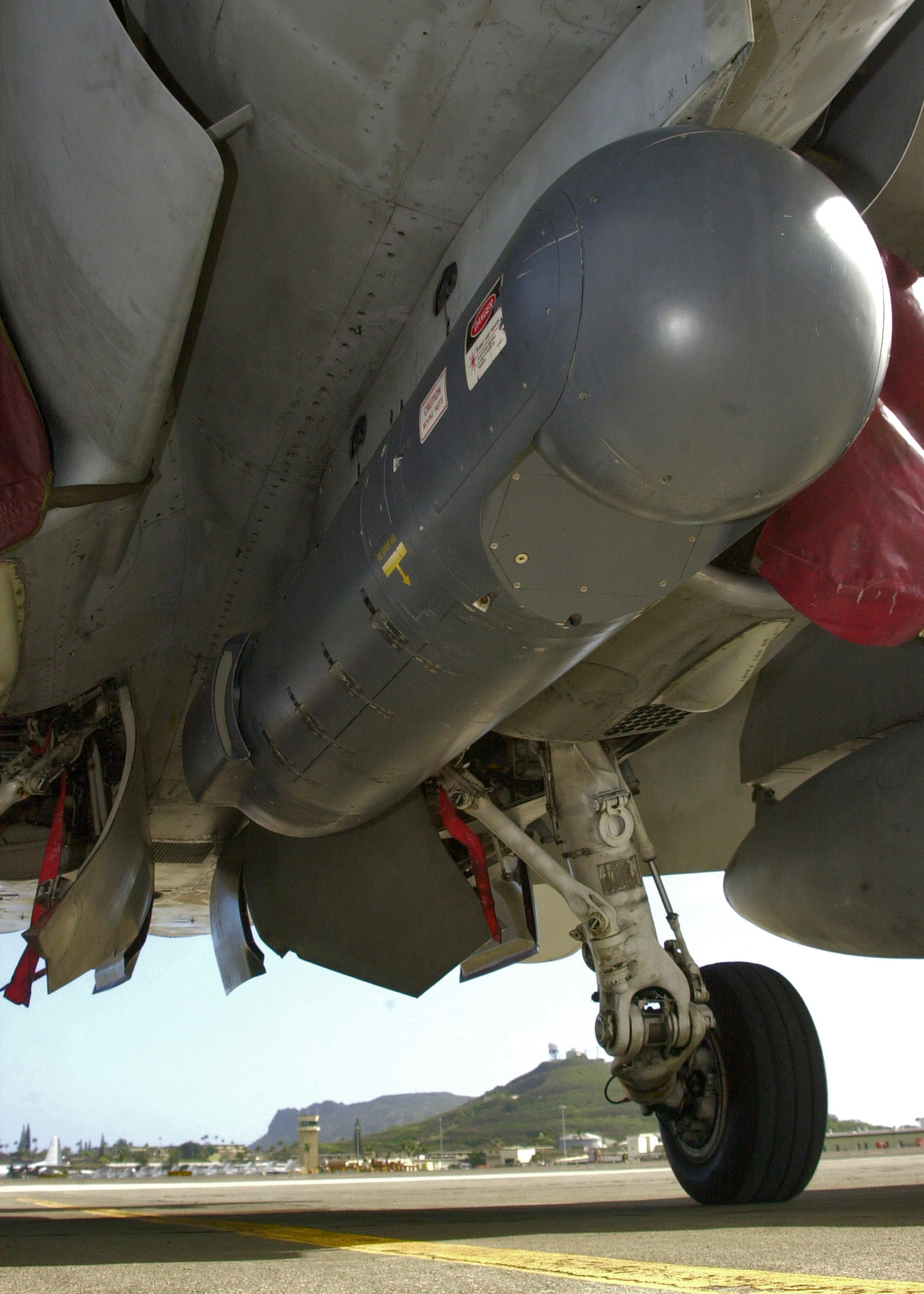
Litening pod kadubem samolotu F/A-18

Litening – system celowniczy opracowany przez amerykańską firmę Northrop Grumman oraz izraelską Rafael, służący do identyfikacji, wyboru celów i naprowadzania na cele kierowanego uzbrojenia w każdych warunkach pogodowych w dzień i w nocy.

## Historia
Prace nad systemem precyzyjnego naprowadzania w firmie Rafael rozpoczęto w 1992 roku. Znając już doświadczenia z eksploatacji innych systemów nawigacyjno celowniczych zdecydowano się ograniczyć układ do jednego zasobnika celowniczego zmniejszając tym samym ciężar urządzenia oraz co równie ważne jego cenę. Działania amerykańskich samolotów bojowych operujących nad krajami byłej Jugosławii w latach 90. XX wieku, pokazały, że również F-16 należące do jednostek powietrznych Gwardii Narodowej (Air National Guard) i Rezerwy US Air Force (Air Force Reserve Command) muszą być zdolne do precyzyjnych uderzeń z wykorzystaniem kierowanej amunicji. Aby spełnić te wymagania w 1995 roku siły powietrzne wybrały do tego celu system firmy Rafael jako przyszły zasobnik celowniczy. Ze strony Stanów Zjednoczonych partnerem izraelskiej firmy został Northrop Grumman. 

## Konstrukcja
Zasobnik celowniczy Litening zawiera kamerę TV o dużej czułości wykorzystującą technologię CCD, pracującą w świetle widzialnym, bezwładnościowy układ śledzenia celu umożliwiający nieprzerwane śledzenie celu nawet po jego chwilowym zakryciu przez przeszkody terenowe, laserowy dalmierz/znacznik celów oraz układ FLIR (Forward Looking Infra Red – obserwacja przedniej półsfery w podczerwieni).

## Wersje
- AN/AAQ-28 Litening II został skierowany do produkcji w 1999 roku. Jest to ulepszona przez Northropa wersja standardowego Liteninga. Posiada czulszy układ FLIR o większej rozdzielczości (320×256 pikseli), szybsze oprogramowanie oraz tryb pracy "powietrze-powietrze" umożliwiający rozpoznawanie celów powietrznych spoza widzialności wzrokowej.
- W 2001 roku powstał Litening ER (Enhanced Range), w którym jeszcze bardziej zwiększono rozdzielczość kamery FLIR do wartości 640×512 pikseli oraz zwiększono zasięg systemu.
- Litening AT (Advanced Targeting) opracowany w 2003 roku, który ma czterokrotnie większy zasięg niż pierwsza wersja, posiada możliwość automatycznego rozpoznawania celów i przesyłania obrazu z zasobnika do innych ośrodków dowodzenia.
- Litening III zaprezentowany w 2002 roku przez Rafaela z układem FLIR o rozdzielczości 640×480 pikseli

## Użytkownicy
System Litening jest bardzo rozpowszechniony wśród sił powietrznych wielu krajów, został zintegrowany z wieloma samolotami. Brazylia stosuje go na swoich AMX i F-5M, Chile na F-16, Finlandia na F-18, Grecja wyposażyła w Liteningi samoloty F-4E, Holandia i Portugalia na F-16, Niemcy samoloty Panavia Tornado, w Turcji system jest podwieszany na samolotach F-16 i F-4E. Izrael na F-16 i F-15. Wielka Brytania na Tornado GR.4 i Eurofighter Typhoon. Włosi na AV-8B Harrier II. Węgry i Południowa Afryka na nowo zakupionych JAS39. Hiszpania F-18, Eurofighter Typhoon i AV-8B Harrier II. Rumunia na MiG-21 oraz Indie na Su-30MKI, MiG-27, Mirage 2000, HAL Tejas i poszczególne rodzaje sił zbrojnych Stanów Zjednoczonych: US Air Force zintegrowała z systemem A-10, B-52H, F-15E i F-16, US Marine Corps i US Navy wykorzystuje F/A-18, AV-8B Harrier+, dawniej na EA-6B Prowler, S-3B Viking, F-14.